# Juwangsan-myeon
Juwangsan-myeon (koreanska: 주왕산면) är en socken i kommunen Cheongsong-gun i provinsen Norra Gyeongsang i den östra delen av Sydkorea, 240 km sydost om huvudstaden Seoul. Den fick sitt nuvarande namn 1 mars 2019, dessförinnan hette den Budong-myeon (부동면).